# Езерца
Езе́рца (Ясерце, серб. Језерски врх, Jezerski vrh; алб. Maja Jezercë, «озёрный гребень»)  — гора на Балканском полуострове, высочайшая вершина хребта Проклетие и всего Динарского нагорья (высота вершины в районе 2691—2694 м). Находится на территории северной Албании, на границе областей Шкодер и Тропоя, недалеко от черногорской границы.
К северу от пика расположено несколько горных озёр. Склоны горы омываются притоками Дрина, кроме северной части, которая относится к бассейну реки Лим.